# Jean-Henri Fabre
Jean-Henri Casimir Fabre (Saint-Léons du Lévézou, 22 dicembre 1823 – Sérignan-du-Comtat, 11 ottobre 1915) è stato un entomologo e naturalista francese, considerato il padre dell'entomologia.
Fabre nacque in una famiglia molto povera, e studiò quasi esclusivamente come autodidatta, arrivando a ottenere numerosi riconoscimenti accademici. Fu insegnante, fisico, e botanico, ma è noto soprattutto per le sue scoperte nel campo dell'entomologia, in particolare correlati allo studio del comportamento degli insetti. Su questo argomento scrisse numerosi saggi brevi, raccolti e pubblicati con il titolo di Souvenirs Entomologiques (in edizione italiana Ricordi di un entomologo).
Alcune delle opere di Fabre ispirarono in parte gli ultimi lavori di Charles Darwin, che definì Fabre "un osservatore inimitabile". Fabre, invece, rifiutò la teoria dell'evoluzione di Darwin.
L'ultima abitazione di Jean-Henri Fabre, la "Harmas de Sérignan" in Provenza, è oggi adibita a museo sulla sua vita e le sue opere.

## Citazione

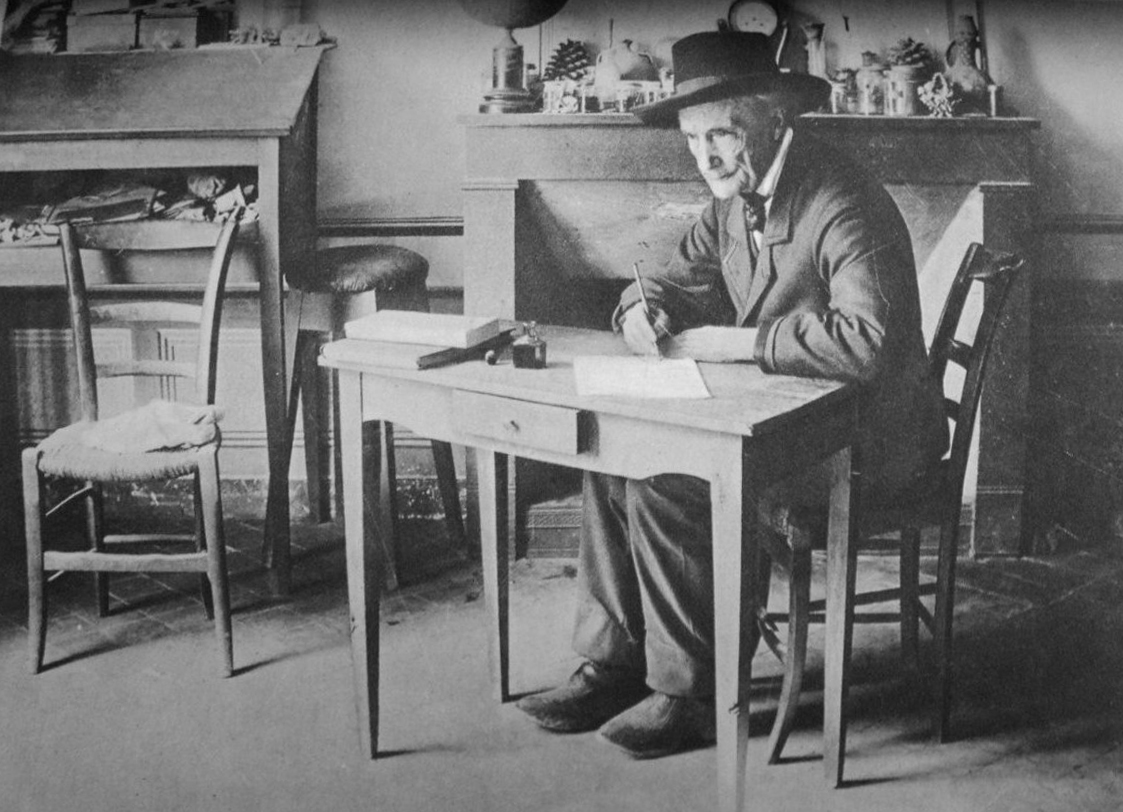
Fabre seduto al suo tavolo da lavoro

Voi sventrate gli Animali e io li studio vivi. Voi ne fate oggetto di orrore ed io li faccio amare. Voi lavorate in un laboratorio di torture ed io osservo sotto il cielo azzurro al canto dei grilli e delle cicale. Voi sottomettete ai reattivi il protoplasma e le cellule ed io studio l'istinto in tutte le sue manifestazioni. Voi scrutate la morte ed io analizzo la vita. Se io scrivo per gli scienziati e per i filosofi, che un giorno tenteranno di dipanare l'arduo problema dell'istinto, scrivo anche per i giovani ai quali desidero far amare questa storia naturale che Voi riuscite solo a far odiare.

## Opere
- Souvenirs entomologiques, 10 voll., 1879-1907
  - Ricordi di un entomologo. Studio sull'istinto e i costumi degli insetti, A cura di Giorgio Celli, trad. Paola e Giorgio Celli, Collezione I Millenni, Torino, Giulio Einaudi Editore, 1972; Collana gli Struzzi n.247, Einaudi, 1981. [traduzione dei primi 2 volumi, su 10]
  - Ricordi di un entomologo. Volume primo, Prefazione di Gerald Durrell, trad. Laura Frausin Guarino, Collana Biblioteca n.713, Milano, Adelphi, 2020, ISBN 978-88-459-3474-2.
  -  Ricordi di un entomologo. Volume secondo, traduzione di Laura Frausin Guarino, Collana Biblioteca n.727, Milano, Adelphi, 2021, ISBN 978-88-459-3636-4.
  -  Ricordi di un entomologo. Volume terzo, traduzione di Francesco Bergamasco, Collana Biblioteca n.746, Milano, Adelphi, 2023, ISBN 978-88-459-3773-6.
- Poésie françaises et provençales
- Le monde merveilleux des insectes
- Vie des insectes
- Scène de la vie des insectes
- Mœurs des insectes
- Merveille de l'instinct chez les insectes
- Les Ravageurs
- Les Auxiliaires
- Les Serviteurs
- Le Ciel
- La Terre
- La Plante
- Le Livre des Champs
- Chimie agricole
- L'Industrie

Le opere di Fabre sono disponibili presso il progetto Gutenberg.

## Curiosità
- Nell'anime Read or Die, Jean-Henri Fabre è uno dei "cattivi"; compare a cavallo di una gigantesca cavalletta
- Nel 1956, le poste francesi commemorarono Fabre con un francobollo dedicato (vedi A postcard)
- L'opera La vita degli insetti è citata nel romanzo di Georges Simenon "La scala di ferro".